# Ricardo Semler
Ricardo Frank Semler (São Paulo, 1959) é um Investidor e empresário brasileiro, divorciado, presidente do Conselho  e sócio majoritário da Semco Partners, sucessora do grupo Semco. Foi vice-presidente da Federação das Indústrias do Estado de São Paulo (FIESP), é articulista do jornal Folha de S.Paulo e Sócio da Tarpon Investimentos em São Paulo, Brasil.
A revista TIME o apontou entre os "100 Jovens Líderes Globais", em uma série de reportagens sobre perfis de executivos publicada em 1994. O Fórum Econômico Mundial também o apontou em trabalhos semelhantes. Também foi citado em publicações do Wall Street Journal America Economia e revista "Wall Street Journal Latin America" como "Empresário do Ano na América Latina", em 1990 e "Empresário do Ano no Brasil", em 1992.
Semler escreveu livros que se tornaram sucesso em vendas no Brasil e exterior, destacando-se o primeiro, Virando a Própria Mesa (1988) e Seven-days Weekend (2003).

## Formação
Ricardo Semler formou-se em Direito pela Faculdade de Direito da Universidade de São Paulo. Posteriormente, obteve um certificado do programa Owner/President Management (OPM) da Harvard Business School, um curso de administração voltado para donos de empresas e ministrado em três módulos anuais de três semanas, ao longo de três anos.

## Semco, 1982-1990
A Semco,  empresa brasileira originalmente fabricante de centrífugas  para a indústria de óleos vegetais, foi fundada em 1953 pelo pai de Ricardo, o engenheiro austríaco Antônio Curt Semler (1912 –1985). A partir da década de 1960, com a expansão da indústria naval brasileira, passou a produzir bombas hidráulicas, bombas de carga, eixos e outros componentes. Manteve o monopólio desse mercado até 1980, quando  chegou a equipar 70% da frota naval produzida no Brasil. Todavia, os anos 1980 trariam a crise na indústria naval brasileira e tempos difíceis para a empresa. Em 1982, Ricardo Semler assume a gestão da Semco.
Semler iniciou sua carreira na empresa de seu pai, originalmente chamada Semler & Company, que atuava no ramo de suprimentos na construção naval em São Paulo. Entrou em conflito com seu pai, Antônio Semler, que mantinha uma estrutura autocrática tradicional na gestão dos negócios. Ricardo era a favor da descentralização e de uma gestão participativa. Favoreceu, ainda, sob oposição de seu pai, a diversificação dos negócios da empresa.
Em 1982, Antônio Semler transfere a maioria das ações da SEMCO, que se encontrava à beira da falência, para o filho Ricardo. Após a morte do pai, em 1985, Ricardo Semler dá início a uma grande transformação das práticas de gestão da empresa, e a Semco se torna conhecida pela  implementação radical dos conceitos de democracia industrial e reengenharia corporativa. Suas políticas de gestão empresarial inovadoras foram difundidas entre empresas ao redor do mundo. Os rendimentos cresceram de quatro milhões de dólares, em 1982, para 212 milhões de dólares em 2003. Ricardo também ampliou o escopo da empresa, redirecionando-a para o setor de serviços,  incluindo consultoria ambiental, corretagem de imóveis comerciais, serviços de inventários e gestão de portfólio.
As tentativas de introduzir uma departamentalização matricial em 1986 não produziriam os resultados desejados. No final da década de 1980, três engenheiros da SEMCO propuseram a formação de núcleos de inovação tecnológica para o desenvolvimento de novas linhas de produtos, com o apoio de Semler. Após o sucesso dessa iniciativa, unidades satélites foram criadas e, em pouco tempo, passaram a responder por dois terços dos empregados e dos novos produtos.[carece de fontes?]

## Semco, 1990-2004
Após as restrições econômicas impostas pelo Plano Collor, a economia brasileira entrou em uma severa recessão, que levou muitas companhias à falência. Trabalhadores da SEMCO concordaram com cortes de 40% nos salários e passaram a ter o direito de aprovar cada item de despesa da empresa.
Gerir muitas regras durante o período de crise deu aos trabalhadores grande conhecimento em suas operações e possibilitou uma série de sugestões para melhorar os resultados da empresa. Reestruturações implementadas nesse período permitiram a redução em 65% de patrimônio, redução dos prazos de entrega e praticamente a eliminação do índice de produtos defeituosos. Estas medidas melhoraram sensívelmente o perfil e o rendimento da SEMCO.
Em 2003, SEMCO teve rendimento anual de 212 milhões de dólares, frente aos US$ 35 milhões, em 1994 e US$ 4 milhões de dólares em 1982. A quantidade de empregados aumentou de 90, em 1982, para 3 mil em 2003. As unidades da empresa incluem:[carece de fontes?]
- Unidade de Máquinas Industriais, que hoje fabrica um mix de produtos ao invés de apenas bombas
- Sembobac, parceria com a Baltimore Air Cooler, para torres de refrigeração
- Cushman and Wakefield SEMCO, uma parceria com a Cushman and Wakefield,para gerenciamento de propriedades no Brasil e América Latina.
- Semco Johnson Controls, parceria com a empresa norte-americana Johnson Controls, gerenciando facilidades em larga escala para aeroportos e hospitais.
- ERM, parceria com Environmental Resources Management, uma das maiores consultorias ambientais.
- Semco Ventures, oferecendo soluções em alta tecnologia e serviços de Internet.
- SemcoHR, firma de recursos humanos.
- Semco-RGIS, firma de controle de patrimônio

Com o crescimento da SEMCO,   Semler recebeu grande reconhecimento pelo seu trabalho.  Foi nomeado "Empresário Brasileiro do Ano" em 1990 e 1992. Foi incluído entre os "Líderes Globais de Amanhã", pelo  Fórum Econômico Mundial.
Além disso, um colegiado de especialistas, através da CIO Magazine, apontou a SEMCO como o caso de maior sucesso em reengenharia de empresas, em todo o mundo.[carece de fontes?]

## Outras atividades
Semler reduziu seu envolvimento na SEMCO a partir da década de 1990 para se dedicar a outras atividades.
É membro da ONG SOS Mata Atlântica - referência em defesa ambiental no Brasil.
Criou a Fundação Ralston-Semler, cujo objetivo inicial foi introduzir  técnicas inovadoras de participação democrática em escolas do ensino fundamental. A Fundação Ralston-Semler, que mantém as três escolas Lumiar, das quais apenas uma é pública.
Escreveu um livro, contando sua experiência na SEMCO, Virando a própria mesa. O livro se tornou um sucesso mundial. Seu segundo livro, The Seven Day Weekend: Changing the Way Work Works foi editado em 2003.
Tem feito aparições na mídia em vários países e é palestrante em cursos de negócios e grupos que promovem seu conceito de "democracia industrial". Também atua como palestrante na Harvard Business School e no MIT.
Após um grave acidente automobilístico, decidiu afastar-se do trabalho e dedicar-se a projetos pessoais. "Os livros e as palestras foram importantes na minha trajetória, mas essa fase passou", declarou. Atualmente, vive em uma propriedade na California EUA.

## Livros publicados
- Virando a própria mesa. São Paulo : Best Seller, 1988.
- The Seven Day Weekend: Changing the Way Work Works. Portfolio, 2003
- Você está louco!  - Uma Vida Administrada de outra forma .  Rocco, 2006
- Gilberto Dimenstein, Ricardo Semler, Antonio Carlos G. da Costa. Escola sem sala de aula. Papirus, 2014